# Croconema mediterraneum
Croconema mediterraneum is een rondwormensoort. De wetenschappelijke naam van de soort is voor het eerst geldig gepubliceerd in 1954 door Wieser.